# Albrecht I Pyszny
Albrecht I Pyszny, niem. Albrecht I. der Stolze (ur. w 1158 r., zm. 24 czerwca 1195 r.) – margrabia Miśni od 1190 r. z dynastii Wettinów.

## Życiorys
Albrecht był najstarszym synem margrabiego Miśni Ottona Bogatego oraz Jadwigi, córki księcia Saksonii i margrabiego Marchii Brandenburskiej Albrechta Niedźwiedzia. Z racji urodzenia następca tronu miśnieńskiego, jednak pod wpływem matki zrażonej do Albrechta z powodu jego ostrego i nieprzewidywalnego charakteru, ojciec postanowił uczynić swym głównym dziedzicem młodszego brata Albrechta, Dytryka I. W spór Albrechta z ojcem i bratem zaangażował się nawet król niemiecki Henryk VI. Po śmierci ojca to Albrecht został margrabią Miśni, jednak spory z bratem trwały aż do śmierci Albrechta w 1195 r.
Żoną Albrechta była Zofia, córka księcia czeskiego Fryderyka (brata króla Czech Przemysła Ottokara I). Ze związku tego pochodziła córka Krystyna, która poślubiła Hartmanna z Logdaburga.